# دیوید بورلوک
دیوید دیویدویچ بورلوک (روسی: Дави́д Дави́дович Бурлю́к؛ انگلیسی: David Burliuk؛ ۲۱ ژوئیه ۱۸۸۲ – ۱۵ ژانویهٔ ۱۹۶۷) شاعر، تصویرگر کتاب و نقاش فوتوریست اوکراینی-روسی اهل ایالات متحده آمریکا بود. او را پدر فوتوریسم روسی نامیده‌اند.

## نگارخانه

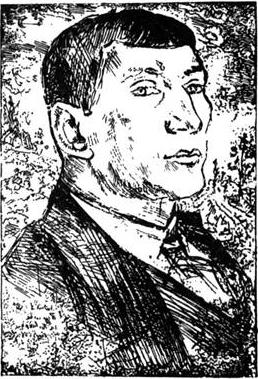
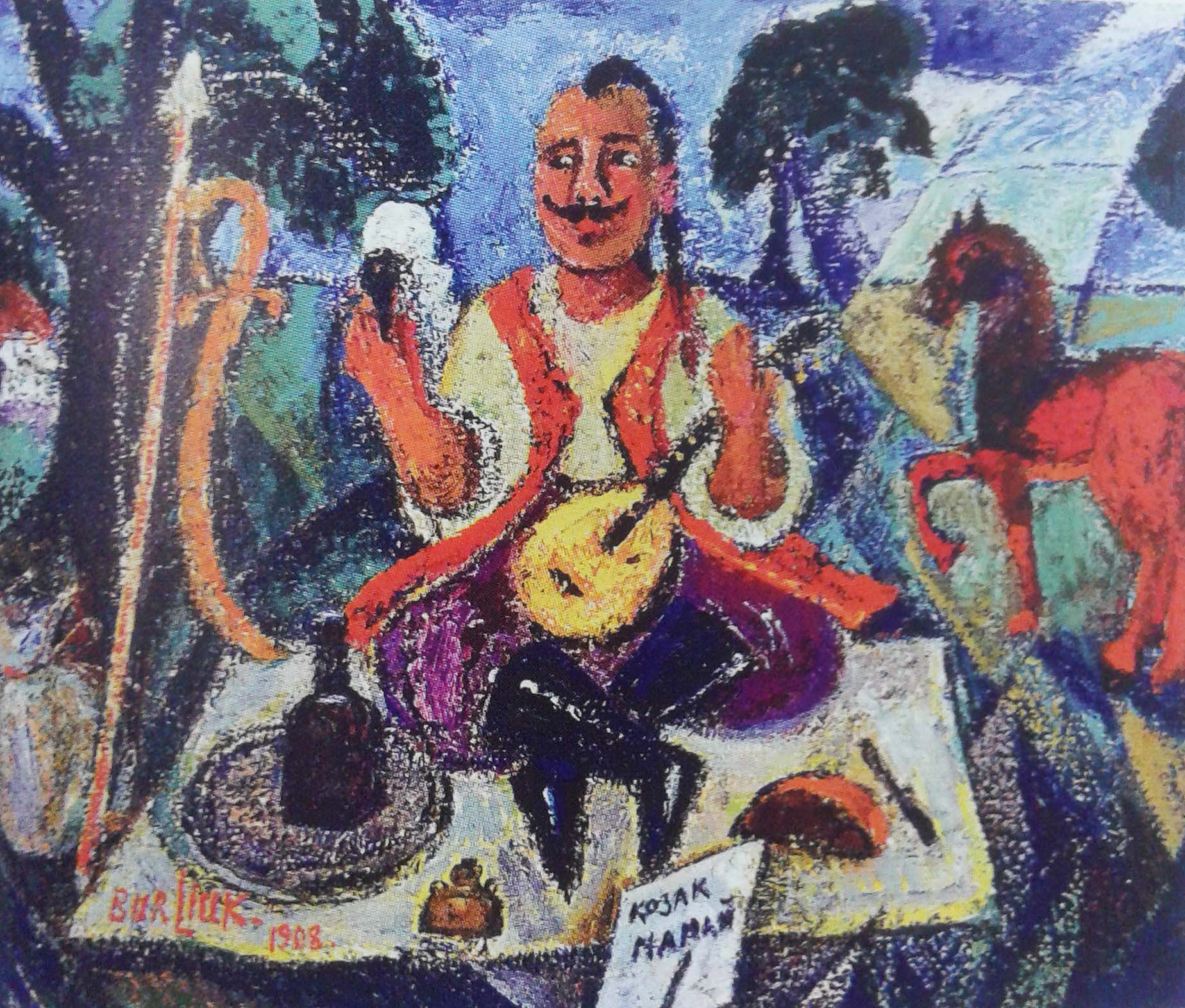
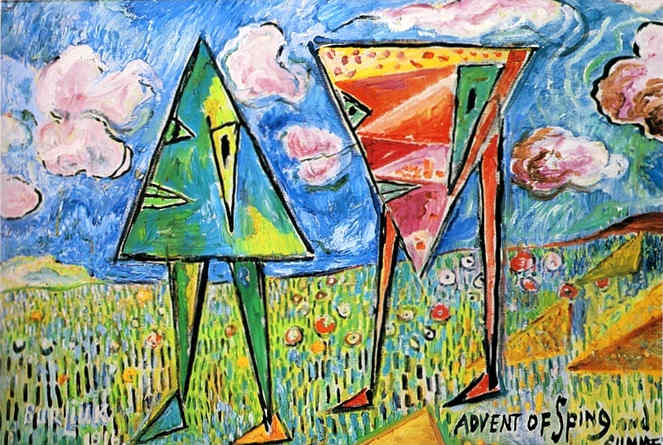
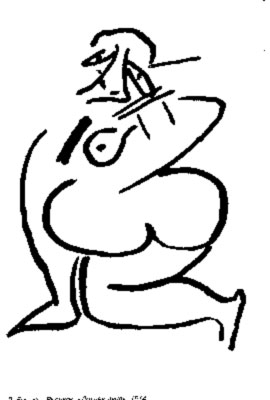
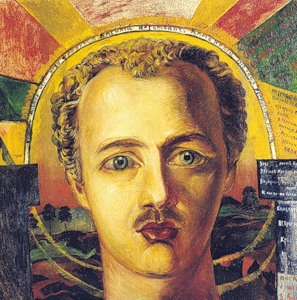